# Центар града Винипега
Центар града Винипега (енг-Downtown Winnipeg) је урбанао градко подручје које се налази близу ушћу Асинбојн реке у Црвене реке. Ово најстарије урбано подручје главног града покрајине Манитоба, и највећег града у житници Канаде, комерцијално језгра града, и седиште градске већнице, покрајинске владе Манитобе, бројних важних политичких и културних институција и историјских и туристичких знаменитости града. 
Ово је заправо један велики урбани пословни, стамбени, административни и парковски простор, на коме су размештени ревитализовани историјски објекти, новоизграђене зграде, музеји, хотели, скејтборд парк, речна лука, а зими и клизалиште на ушћу залеђених река. Иако оом простору борави више од 60.000 људи, који ради у центру града, само њих 13.470 (2006), заправо и живи у овом подручју.
Његим улицама пролазе и бројни посетиоцима, који прелазе број од преко четири милиона сваке године, током свих 365 дана, на отвореном и затвореном простору, који пружа безброј атракција, културних, естетских и рекреативних садржаја. Поједине четврти попут Форкса данас су, једна је од туристичких атракција која је по свом значају на првом месту у Винипегу и канадској покрајини Манитоба

## Положај, границе и инфраструктура
Центар Винипега смештен је унутар три квадратна километра, са следећим граница, према мапи из 2016. године, које су на: 
- Северу — главна траса канадске пацифичке жечезне на северу,
- Истоку — улица Гомез и десна обала Црвене реке
- Југу — лева обала Асинибојн реке
- Западу — већи број централних градских улица, западно од улица Белморал и Изабел.[2]

Унутар центра Винипега налазе се следеће градске четврти и тргови: 
- Ексченџ Дестрикт,
- Централ Парк,
- Форкс
- Кинеска четврт.
- Тргови — „Винипег”, „Бел МТС” „Портиџ”,
- Главни административни и продајни простор и седиште Беј компаније у Портиџ авенији (ен-Portage Avenue).

У главној улици (енг-Main Street) налазе се:
- Градска већница,
- Станица уједињења у Винипегу
- Manitoba Centennial Centre (у чијем саставу је Музеј Манитоба, Планетаријум, Стогодишња концертна дворана и Музеј железнице у Винипегу.

## Становништво
| Година                   | Центар града | % прираштаја | Винипег | % прираштаја | Центар града % прираштаја у односу на Винипег |
| ------------------------ | ------------ | ------------ | ------- | ------------ | --------------------------------------------- |
| 2001.                    | 12.815       | --           | 619.544 | --           | 2,07%                                         |
| 2006.                    | 13.470       | 5,1%         | 633.451 | 2,2%         | 2,13%                                         |
| 2010. (процена)          | 14.385       | 6,8%         | 663.577 | 4,8%         | 2,17%                                         |
| % прираштаја 2001 — 2010 |              | 12,3%        |         | 7,1%         |                                               |

## Историја
Смештен на раскрсници две велике реке које чине део огромног северноамеричког континенталног слива, простор Форкса је „сведок“ многих кључних догађаје у историји западне Канаде. Као место првог сталног европског насеља, на канадском западу, овај део је временом прерастао у колевку покрајине Манитоба и централно језгро града Винипега.
Ова 3,6 хектара пространа „зелена оаза“, уназад 6.000 година, прво је била место заустављања и боравка традиционални аутохтоних народа. Групе Првих народа улогорили су се у овој области, 4000. године п. н. е. користећи је као место за окупљање, верске обреде и трговину између осталих племена. 
Форкс је у том историјском периоду био раскрсница, на сезонским миграционим путевима, од севера ка јужним шумама и равницама Северне Америке; и кључна карика копнене трговине, лова, речног транспорт а касније и урбана насеобина у којој су се све више окупљали људи многих нација раса, боје коже и вероисповести који су боравили на тлу канадске прерије. 
Почев, од Првих нација или Абориџина, који на овом простору живе најдуже, кроз Форкс су прошли и колонизацатори, европски трговци крзном, ловци на буфале, бродари, лучки радници, пионири у изградњи железнице и десетине хиљада имиграната, међу којима су и они који и дан данас бораве и раде у музејима, шоповима, хотелима и другим знаменитостима на овом простору. 
Винипег се кроз 6.000 година, непрестано развијао, мењао своје садржаје и намену, и тако постао локалитет који је значајно утицало на настанак и даљи развој Внипега и Манитобе.

### Колонизација од 1736 до 1880
Између 1736. и 1760, долазак европских трговаца крзном променио је заувек живот Првих нација на овом простору будућег Винипега. Накота (Асинибојн) народ био је први посредник између других народа тј. првих староседелачких нација и европљана. Становници Форкса користили су реке да успоставе трговину са енглеским и француским трговачким центрима које су се налазили и стотинама километара далеко.
Први Европљани допловили су 1736. године, у кануима реком Асинибојн на простор данашњег Винипега. Те године подигнуто је утврђење, Верендри Форт Руж (на енглеском језику познатије под називом red fort), као прво, а нешто касније и једно од многих утврђења и центара за трговину крзном и другим потрепштинама у овој области. Мада археолошки докази тек треба да буду пронађени, на постојање Верендри Форт Ружа, на овом простору, од 1738. до 1749. године, наводе сачувани архивски записи његовог основача Пјер Готје де Варена (Pierre Gaultier de Varennes, sieur de La Vérendrye, 1685—1749) да је он био негде у близини Форкса, највероватније на простору данашње Унион станице у Винипегу (енгл. Winnipeg's Union Station).
Пјер Готје де Варен не само да је био први Европљанин, већ уједно и један од првих који је успоставио контакт са представницима Прве нације, која је боравила у Форксу. Док је био на обалама језера Lake of the Woods 1737. године, Пјер Готје де Варене био је позван од стране племена Накота (Асинибојн) да дође у Форкс. У својим записима тада је навео постојање два логора племена Накота на ушћу двеју реке, или Форксу. Када се поново вратио током 1738, на овом простору били су присутни и представници племена Кри. Овај простор био је позната и као Ред Ривер колонија или колонија Црвене реке, која је била лоцирана на извесној удаљености од Форкс због његовог значаја као места окупљања Абориџина. 
Током наредних година Форкс је постао административни центар запада за трговину крзном. У том циљу компанија Хадсоновог залива (The Hudson’s Bay Company (HBC)) која се бавила трговином крзна одлучила је да изгради ново утврђење, под називом Горњи Форт Гари (Upper Fort Garry), који је био опасан пет метара високим каменим зидовима. Утврђење је срушено 1880. године како би се омогућила даља нзградња Маин Стрита.
Ова регија због својих богатих ресурса: хране (укључујући рибе, птице и што је најважније, бизоне), и транспортних путева, дуж великих река, постала је све интерисантнија област за трговце и све бројније имигранте. 
Прво паробродом, а потом и железницом, на обале Форкса свакодневно су стизали предмети свакодневне употребе; шећер, чај, со, семе за сетву, барели пића, храна, машине и делови, медицинска опрема и лекови, па чак и грађа, намештај и друга роба за опремање кућа из Енглеске. Али такође и луксузни предмети; смотуљци фине тканине, фенси хаљине и лепа одела и шешири, егзотични зачини, и путници из целог света и бизнисмени из Сједињених Америчких Држава, који су послом долазе у Ред Ривер
Између 1760. и 1821. године, вођена је непрастана „борба“ између две трговачке фирме; компаније Хадсоновог залива и Северо Западне компаније (Hudson's Bay Company и North West Company) које су се међусобно жастоко такмичили за трговину крзном и другим потрепштинама. Сукоби су престали 1821. године, када су се супротстављене компаније крзном ујединиле у једну компанију Компанију Хадсоновог залива (Hudson's Bay Company.)
Трговина крзном и све чешћи путници, трговци и имигранти ступали су све више у односе са женама Првих нација или Абориџини народа. Њихова деца постала су позната као Метиси - посебан културна група која је касније толико нарасла да је постала важан део демографије Манитобе данас. 
Када је Манитоба постала део Канаде 1870. године, имиграција из источних делова Канаде, Европе, Азије и Сједињених Америчких Држава повећана је драматично, јер је била подстакнута плодним земљиштем, обилним жетвама и другим природним ресурсима. Непрестани прилив досељеника, у другој половини деветнаестог века, све више је бринуо Метисе на „Ред Риверу“, што је у једном тренутку постало разлог деценијске неслоге, и међусобне борбе су почеле. 
Након победе над Француском у Седмогодишњем рату (на тлу Северне Америке познат и као Француско-индијански рат 1756—63) Велика Британија је 1763. осигурала трговачку и политичку превласт над овом територијом. Европљани су прве фарме и насеља почели да оснивају 1812. северно од данашњег града Винипега, што је довело до сукобе са локалним Метисима. Дана 19. јуна 1816. у сукобу британских досељеника и Метиса (познатом и као Битка код Севен Оукса) погинуо је 21 колониста (међу којима је био и гувернер области) и један Метис.
Имигранти су заувек променити природу града и земљишта. Град Винипег, са својим централним језгром на Форксу, све до 1880. године, био је средиште трговине (извоза) крзном да би након прилива имиграната постао главни трговачки центар за житарице, произведене у прерији кандског запада и извозник пољопривредних производа у друге области Канаде и света.

### Центар града и железница (1886—1923)
Више од једног века подручје Форкса било средиште железничких активности. Све је почело током 1888. године, када је Северна Пацифичка и Железница Манитобе основала терминал у Форксу, што је довело до масовнијег прилива досељеника возом. Изградњом Јунион станице и High Line Main Track 1911. године, Форкс је постао недоступан за већину људи. На хиљаде метара железничких шина и терминала и бројна складишта и штале за коње изграђене су на овом простору с краја 19. века. Када је 1901. године Канадска северна железница (Canadian Northern Railway (CNoR)), ступила у партнерске односе са Grand Trunk Pacific Railway (GTPR), она је преузела овај простор, и на њему је још више интензивирана изградња саобраћајних и трговачких објекта, међу којима је и већ наведена Јунион железничка станица изграђена 1911. године.

### Имиграција (1870—1920)
У касним 1800.тим годинама канадска влада започела је да активно промовише имиграцију, и масовно насељавање градова и изградњу и развој железничког саобраћаја преко прерија. Винипег је почетком 19. века постао познат као „Капија канадског Запада“, у коме је Канадска влада 1872. године подигла два имиграциона објекта у вентралном делу града, за смештај имиграната. У сваком од њих, било је услова за смештај 400 до 500 људи. Оба објекта била су намењен за краткорочне боравке не више од недељу дана. Због бројних недостатака, и пренатрпаности у периоду од 1870. до 1880. године ови имиграционим објекти постали су злогласни по своје лошим условима живота и све већем броју алкохоличара и проститутки. 
Бараке су уклоњене током изградње железничким објектима у касним 1880-им годинама. Тако су све бројнији имигранати својим активностима почели да мењају физички и културни пејзаж центра града Винипега, али и других области у западној Канади.

## Четврти
Иако је Винипег дуго био у сенци већих канадских градова, овај главни град канадске прерије, са његовом бројним четвртима, данас је у центру пажње, захваљујући великим делом и његовом централном делу у коме се налазе: Канадски музеј људских права, као и бројни културни и историјски објекти настали у скоро два века еволуције овог градског историјског дистрикта. Тако је овај део града постао национално историјско место Канаде од посебног значаја, које се може похвалити највећом и најбоље очуваном збирком архитектонске баштине у Северној Америци. У њему је и седиште 45 организација и компанија, дуге традиције, које су настале још на почетку настанка града, и које су када се узму све заједно, учврстиле овај део града и целу област као дестинацију за креативне умове, иновативне продавце и купце све већих захтева.

### Приобална четврт
Приобална четврт је новонастали комплекс мешовите намене који се налази у североисточном дела центра Винипега. Четврт се протеже дуж западне обале Црвене реке, дуж Приобалног улице и обухвата парк Стивен Џуба.
У Приобалној четврти је од 2005. године изграђен низ стамбених објеката.а, постоје планови да се четврт прошири даље на север, како би се повезао са аутопутем, зашта је понуђено  до 12 некретнина за реконструкцију у том подручју. Планови такође укључују изградњу јавног трга на јужном крају четврти.
Пројектовање приобалне четврти такође је довело до новог путног система који је укључивао први кружни ток у Винипегу, на углу авеније Банатин и приобалног пута.

### Бродвеј — Асинбојн
Четврт Бродвеј-Асинибојн (енгл. Broadway-Assiniboine) лежи у јужном делу центра града на северној обали реке Асинбојн и јужно од Портиџ авеније, која је временом еволуирала у важну источно—западну магистралу Манитобе. Четврт је једна од најстаријих у данашњем Винипегу, са више од 20 грађевина из 19. веку, и најстаријом двоспратном кућом саграђеном 1884. године. 
Једна је од најгушће насељених четврти у Винипегу, са 14.895 становника по квадратном километру, у којој је према попису из 2006. године живело 5.080 становника (међу којима је било и 1,5% Срба).
Карактерише се бројним садржајима: тениским теренима, ресторанима, хотелом, пословним центрима, бесплатним паркинзима. 
Просечни приходи запослених у овој четврти је мали и износио је само 28.818 долара годишње, што је ниже од просечног прихода запослених у Винипегу, који износи 33.518 долара годишње.

### Exchange District
Exchange District је једна од најстаријих четврти Винипега основана на прелазу 19. у 20. века, са добро сачуваним објектима из тог периода релативно аутетнтичног изгледа. Значај овог подручја, старог више од једног века, огледа се и у томе што је оно имало значајну улогу у трговини житарицама. развоју града, грађанског друштва и берзе рада у Винипегу и западу Канаде.
Указом савезног министра за канадско наслеђе, четврт је 27. септембра 1997. године проглашена за културно и историјско наслеђе од посебног значаја за Канаду, јер садржи низ историјски и архитектонски вредних објеката, попут изванредних примерака грађевина сазиданих од теракоте и резаног камена. Ова архитектонска дела су без премца у Канади, и не само да се идеална за разгледање од стране многобројних туриста, већ и живописна и популарна позадина за снимање филмова.
У њему се налази и већи број уметничке галерије, продавница, ресторане и барова са живом музиком (у којима се може осетити дух Винипега) и позориште.

### Форкс
Форкс, једна је од историјских локација, и парковска површина у централном језгру Винипега, на самом ушћу Црвене и Асинибојн реке. На овом простору, старом најмање 6.000 година, у типичном индијанском кампу прво су се окупљали староседеоци Абориџина или Први народи, да би током колонизације Манитобе, Форкс постао „капија канадског Запада“ и центар за трговину, транспорт и насељавање европских ловца и трговаца крзном, а потом и бродских и лучких речних радника, пионира железнице и десетине хиљада имиграната (англо-саксонаца, Немаца, Словена и Азијата). Из ових сусрета у 17. и 18. веку, на ширем простору Форкса, у мешовитим браковима рођени су бројни француско-индијански Метиси, народ који је био од посебног значаја за стварање данашње покрајине Манитобе.
Године 1989. Форкс је проглашен локалитетом од Националног и историјског значаја, за очување Канадске историје. При доношењу одлуке о томе, имало се у виду да је простор идеалан са историјског становиштва, да буде метафора 6.000 година дуге борбе за насељавање и опстанак људи који и даље траје на овом простору Канадске прерије.
Форкс, чије се парковске површине и бројни објекти простиру на површини од 3,6 хектара (14-acri) отворен је за посетиоце током целе године. Сви његови садржаји, у којима туристи могу да уживају кроз годишња доба, пружају и бројна сазнања о настанку и развоју Винипега кроз историју.

### Централ парк
Централ парк је један од најгушће насељених четврти у Винипегуу са 13.755 становника по квадратном километру према попису становништва Канаде из 2001. године. Седамдесет одсто свих имиграната који долазе у Винипег живе у центру града, у близини и око централног парка. 
Централни парк укључује мноштво различитих етничких група укључујући Арапе, Вијетнамце, Кинезе, Оџибве, Филипинце и Африканце (који чине више од половине становништва). Са порастом афричког становништва, Централни парк се значајно трансформише последњих година. Сада је то „Централни маркет", у коме се продају продавати ручно израђени модни производи и увезени занатски производи из африке.
Током топлих суботњих вечери, у парку је препуно посетилаца који уживају у музици и плесу, а надељом у слободним филмским пројекцијама. Knox Centre и Knox United Church у овој четврти су места у којима емитују међународни филмови на различитим језицима - са енглеским титловима - сваког четвртка увече.

## Знаменитости

### Железничка станица Уније
Железничка станица Уније у Винипегу највећа је међуградска железничка станица у покрајини Манитоба, Канада. Изграђена у стилу „лепих уметности” и свечано отворена 1911. године, ова импозантна грађевина лоцирана у Форксу, једном од централних квартова Винипег, због архитектонског, културног и историјског значаја проглашена је 1976. године за Национално и историјско добро Канаде.
Изградња железничке станице Уније настала је као резултат договора и уједињења до тада супротстваљене три железничке компаније и Доминионске владе. Овај партнерски однос прекинуо је монопол у железничком саобраћају који је у у том периоду у Манитоби држала Канадска пацифичка железница. Значај овог договора за све три железничке компаније огледа се и уњеном имену - Железничка станица Уније (енгл. Union Station).

### Канадски музеј људских права
Канадски музеј људских права први је и једини музеј те врсте у целости посвећен еволуцији, истраживању, разумевању, едукацији, и промоцији дијалога и размишљања о људским правима. Музеј је, на необичан начин, свечано отворен 19. септембра 2014. године. Уместо пресецања врпце, у велики „медаљон“ на улазу у музеј положена су четири камена са четири различита краја Канаде укључујући и једну од три поларне територије Нунавут, коју настањују Инуити (Ескими). 
Канадски музеј људских права прва је национална музејска институција лоцирана ван престонице Канаде, Отаве, и први нови национални музеј изграђен у Канади од 1967. године.
На преко 500 шипова почива грађевина укупне површине 24.155 м² (што је једнако површини четири канадска фудбалска терена), укључујући и изложбени простор на 4.366 м². Фасаду музеја прекрива 1.200 застакљених делова, испод којих је уграђено око 35.000 тона бетона (што је једнако тежини око 3.000 слонова).
У оквиру музеја централно место заузима изложбена поставка о холокаусту, у галерији под називом „Театар разбијеног стакла“. Овај музејски простор окружен стаклом симболизује „лаку ломљивост попут стакла“ слободу људских права. 
 
Посебна галерија посвећена је геноцидима које Канада признаје као најтеже облике повреде људских права: у Јерменији (турски злочини), Украјини (смрт милиона људи од глади у стаљинистичком режиму), Руанди и Сребреници.

### Историјска лука
Историјска лука размештена је у Форксу дуж обале реке Асинибојн. Она данас, са својим туристичким и рекреативним садржајима, наставља традицију некада важне речне луке преко које су прво кануима а касније и паробродима из Форкса одвожена крзна, а потом довожена разна роба из више стотина километара удаљених подручја Канде, али и из Енглеске Француске.
Данас ова историјска лука нуди своје докове за пристајање приватних спортских чамаци и чамаца за изнајмљивање, као и приступ мањих туристичких бродова намењених разгледању Винипега дуж обала Црвене и Асинибојн реке.
За време високог водостаја Црвене и Асинибојн реке и поплава, лука је недоступна за сва врсте пловила и спортске активности на реци, а речне бродови у том периоду не пружају своје услуге туристима. 